# 舒林酸
舒林酸是一种口服的非類固醇消炎藥，用于治疗疼痛和發炎。包括痛风、骨关节炎和類風濕性關節炎等。药效约一小时内开始，可持续达 16 小时。
副作用常见的包括噁心、腹泻、皮疹、头痛和胃部不适。其他副作用還有肝脏问题、胰腺炎、过敏反应、肾脏问题、胃出血和心臟衰竭。妊娠后期不宜使用。其作用是阻断環氧化酶-1和環氧化酶-2。
舒林酸于1969年获得专利，并于1976年取得医疗使用許可。

## 外部連結
- RxList上的舒林酸資訊
- 藥物介紹 （页面存档备份，存于）
- 評審團獎 2100 萬美元